# Hrvatska država (München)
Hrvatska država (Der Kroatische Staat)  je bio hrvatski emigrantski list.
Izlazio je kao mjesečnik i dvomjesečnik u Münchenu od kolovoza 1955., a od 1963. do 1972. u Münchenu i Berlinu. Izlazio je do 1990. godine.
Pokrenuo ga je Branimir Jelić, koji je bio i izdavač.
Bio je glasilom Hrvatskog narodnog odbora (Organ des Kroatischen Nationalkomitees), organizacije koju je osnovao Branimir Jelić 21. listopada 1950.
U impresumu se je definirao kao " list za politička, gospodarska i društvena pitanja", "glasilo Hrvatskog narodnog odbora" i " list za domovinu i emigraciju ".

## Poznati suradnici
- Nikola Kolja Kirigin[1]

## Urednici
- Vilko Majncl
- Marko Tomljenović
- Luka Brajnović
- Branimir Jelić
- Ivan Prka
- Josip Krivić
- Krunoslav Prates